# Usagre
Usagre est une commune d’Espagne, dans la province de Badajoz, communauté autonome d'Estrémadure.

## Histoire
Lors de la guerre d'indépendance espagnole, le combat d'Usagre s'y déroule le 25 mai 1811. Il oppose la cavalerie française du général Victor de Faÿ de La Tour-Maubourg à la cavalerie anglo-hispano-portugaise du major-général William Lumley. L'affrontement se termine par une victoire des Alliés alors que les Français déplorent de 170 à 250 tués et blessés et 80 prisonniers.

## Économie
Depuis 2020 la centrale solaire photovoltaïque au sol Nuñez de Balboa est implantée à cheval sur le territoire de la commune et de celle voisine de Hinojosa del Valle. Opérée par Iberdrola, la centrale d'une puissance de 500 MWc était à sa construction la plus grande d'Europe et d'Espagne, avant d'être dépassée en 2022 par la centrale Francisco Pizarro à Torrecillas de la Tiesa et Aldeacentenera, elle aussi en Estrémadure.
En juin 2022, Iberdrola a été condamné par la Haute Cour de justice d’Estrémadure à démanteler 60% de la centrale pour avoir exproprié illégalement les terres concernées. La société a fait appel du jugement et un démantèlement de la centrale semble peu probable.